# 鶴田清司
鶴田 清司（つるだ せいじ、1955年11月5日 - ）は、日本の教育学者。都留文科大学名誉教授。 全国大学国語教育学会理事長。

## 経歴
山梨県生まれ。1985年東京大学大学院教育学研究科博士課程満期退学。『<解釈>と<分析>に基づく文学教育論の構築 : 新しい解釈学理論を手がかり』で早稲田大学より教育学博士を取得。1985年に都留文科大学文学部初等教育学科専任講師として採用され，助教授，教授を歴任する。2014年より全国大学国語教育学会理事長をつとめる。専門分野は国語教育学，教育方法学。

## 主要著書
- 『文学教育における〈解釈〉と〈分析〉』明治図書　1988
- 『「ごんぎつね」の〈解釈〉と〈分析〉』　明治図書　1993
- 『なぜ日本人は「ごんぎつね」に惹かれるのか～小学校国語教科書の長寿作品を読み返す～』　明拓出版　2005
- 『国語科教師の専門的力量の形成～授業の質を高めるために～』　溪水社　2007
- 知識・技術の習得と活用を促す国語の授業　学芸図書　2009
- 『〈解釈〉と〈分析〉の統合をめざす文学教育～新しい解釈学理論を手がかりに～』　学文社　2010

## 参考・外部リンク
- 都留文科大学教員紹介　https://ptweb.tsuru.ac.jp/step/KInfo.asp?ID=69
- 鶴田清司ホームページ　http://homepage2.nifty.com/stsuruda/